# Pikeville (Tennessee)
Pikeville és una població dels Estats Units a l'estat de Tennessee. Segons el cens del 2000 tenia 1.781 habitants.

## Demografia
Segons el cens del 2000, Pikeville tenia 1.785 habitants, 748 habitatges, i 479 famílies. La densitat de població era de 284,2 habitants/km².
Dels 748 habitatges en un 29,5% hi vivien nens de menys de 18 anys, en un 46,1% hi vivien parelles casades, en un 14,7% dones solteres, i en un 36% no eren unitats familiars. En el 34% dels habitatges hi vivien persones soles el 15,1% de les quals corresponia a persones de 65 anys o més que vivien soles. El nombre mitjà de persones vivint en cada habitatge era de 2,3 i el nombre mitjà de persones que vivien en cada família era de 2,94.
Per edats la població es repartia de la següent manera: un 26,3% tenia menys de 18 anys, un 7% entre 18 i 24, un 26,6% entre 25 i 44, un 22,7% de 45 a 60 i un 17,4% 65 anys o més.
L'edat mediana era de 38 anys. Per cada 100 dones de 18 o més anys hi havia 77,8 homes.
La renda mediana per habitatge era de 23.438 $ i la renda mediana per família de 30.365 $. Els homes tenien una renda mediana de 27.500 $ mentre que les dones 19.097 $. La renda per capita de la població era de 12.754 $. Entorn del 19,5% de les famílies i el 25,2% de la població estaven per davall del llindar de pobresa.

## Poblacions més properes
El següent diagrama mostra les poblacions més properes.